# Квятковский, Нестор Герасимович
Нестор (или Никита) Герасимович (или Григорьевич) Квятковский  (1759 — 1812) — врач Российской империи, доктор медицины (1784), надворный советник.

## Биография
Нестор Квятковский родился в семье священника села Суходол Киевской губернии в 1759 году.
По окончании курса в Киевской духовной академии, в 1778 году поступил в медицинскую школу при Московском генеральном госпитале. Из госпитальной школы был направлен, по высочайшему повелению, для дальнейшего обучения медицине в Кёнигсбергский университет. По окончании обучения, Квятковский защитил диссертацию и получил в 1784 году степень доктора медицины.
Для получения права на медицинскую практику в Российской империи, Квятковский должен был сдать специальный экзамен в Медицинской коллегии. Квятковский экзамена не выдержал «и для луцшего утверждения» был направлен в сентябре 1784 года младшим доктором в Петербургский генеральный адмиралтейский госпиталь с жалованием 300 рублей. На повторном экзамене в декабре того же года, Квятковский получил право практики и в феврале 1785 года был направлен в Курское наместничество. В 1791 году Квятковский был переведён в город Ливны, а в 1795 году в Орловское наместничество. В 1797 году Квятковский получил чин надворного советника и был назначен инспектором врачебного управления Орловской губернии.
Нестор Квятковский умер в 1812 году.

## Труды
- Theses anatomico-physiologicas de nervorum fluido, decussatione, gangliis… :  [лат.]. — Кёнигсберг, 1784. — (Диссертация на степень доктора медицины).